# Líquido lavavajillas

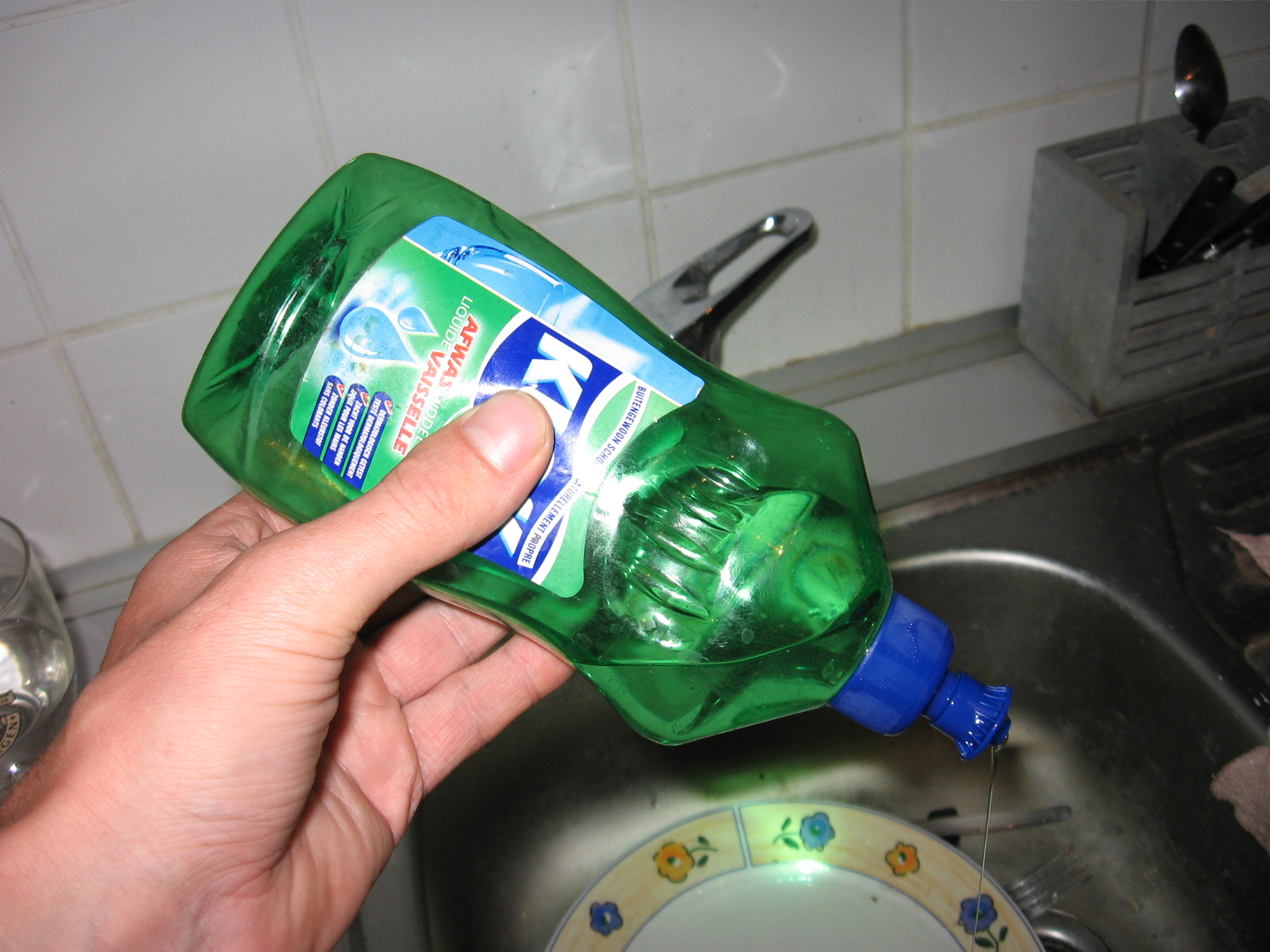
Una botella de líquido lavavajillas.

El líquido lavavajillas, detergente lavavajillas o simplemente lavaplatos es un tipo de producto de limpieza utilizado para fregar los platos. Se trata de un detergente dotado de propiedades tensioactivas capaces de separar las impurezas.
Los productos lavavajillas son sobre todo eficaces con las manchas de grasa o de proteínas. Lo son menos con las manchas debidas a azúcares, en cuyo caso precisan de agua caliente para disolverlas.
En Venezuela se le conoce comúnmente como jabón de fregar. 